# Corpo de Observação da Gironda
Corpo de Observação da Gironda ou Exército de Observação da Gironda foi uma força militar comandada por Jean-Andoche Junot, 1.º Duque de Abrantes, responsável pela invasão do Reino de Portugal durante o período napoleônico. A invasão teve início em 5 de setembro de 1807, com a saída das tropas francesas do território nacional, e se encerrou em 15 de setembro de 1808, com a retirada do exército de Junot para a França.

## Jean-Andoche Junot

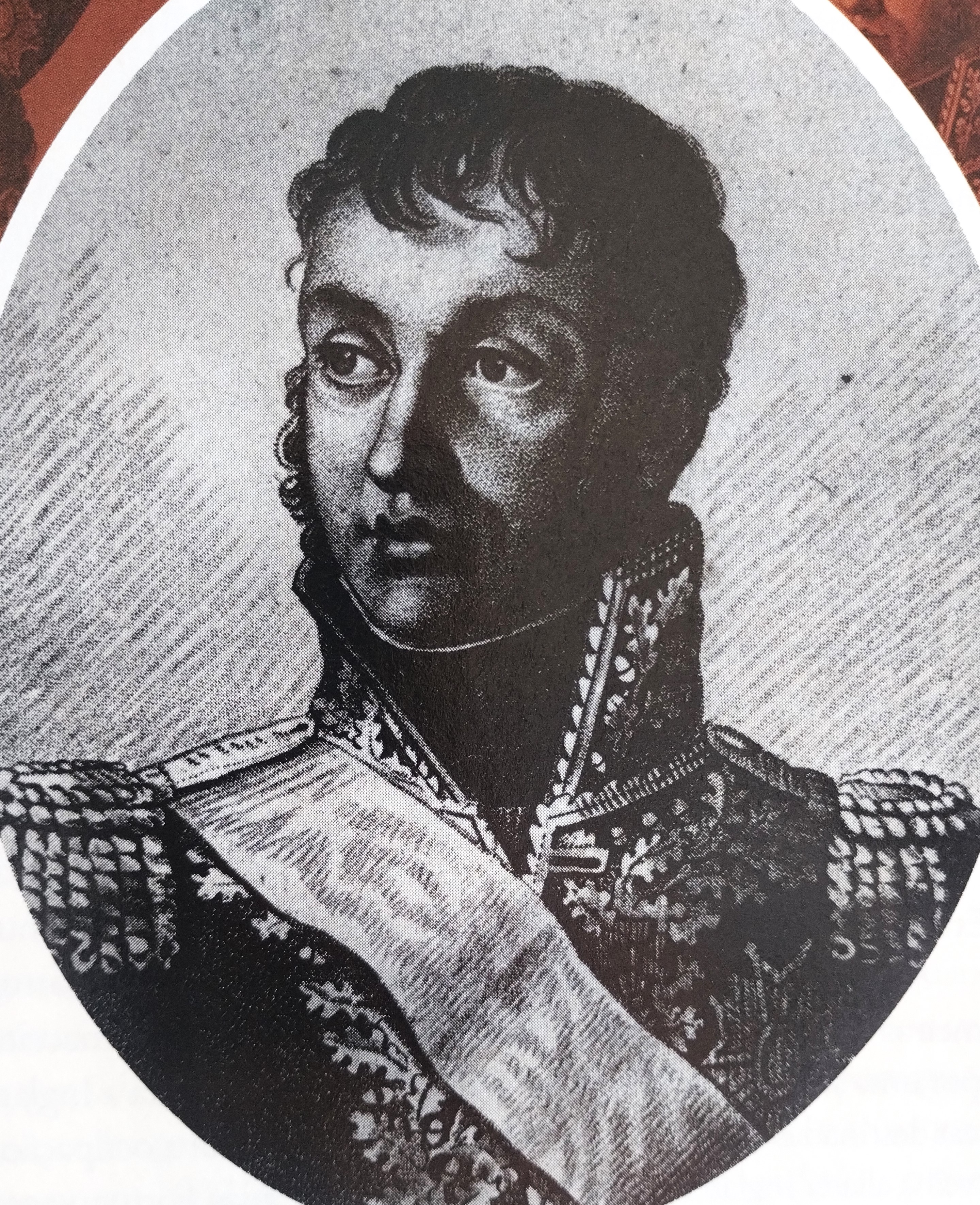
Gravura de Jean-Andoche Junot, c.1810

Jean-Andoche Junot, Duque de Abrantes, foi um militar francês, coronel-general dos hussardos, nascido em 24 de setembro de 1771 em Bussy-le-Grand. Alistou-se no exército após a Revolução Francesa, no batalhão de voluntários da Côte-d'Or, onde obteve a patente de sargento.
Sua carreira teve destaque durante o cerco de Toulon (1793), quando foi nomeado ajudante-de-ordem de Napoleão Bonaparte. Na campanha da Itália, foi promovido a coronel por bravura, ocasião em que sofreu um ferimento na cabeça que lhe causou sequelas e transtornos mentais.
Na campanha do Egito, foi elevado a general de brigada. Após retornar à França, foi promovido a general de divisão e nomeado governador de Paris em 1801, além de exercer o cargo de governador-geral de Parma.
Em 1807, foi designado comandante do Corpo de Observação da Gironda, partindo de Salamanca e conquistando Lisboa no fim daquele ano. Posteriormente, participou da campanha da Rússia, sendo acusado de negligência militar. Em 1813, foi governador da Ilíria, mas, em razão de seu estado mental deteriorado, regressou à França, onde tentou suicidar-se. Faleceu em 29 de julho de 1813 em decorrência de uma infecção generalizada.

## Antecedentes
Com o início da Revolução Francesa em 1789, a França passou a confrontar os regimes absolutistas da Europa, ameaçando a soberania de diversos países como Espanha, Portugal, Áustria, Prússia, Reino Unido, Itália, Bélgica, Países Baixos e Alemanha.
Em 1793, em reação ao avanço francês, Espanha, Portugal e Reino Unido assinaram um tratado de aliança militar, que se desfez em 1795 com a assinatura do Tratado de Basileia pela Espanha. Portugal, reconhecendo sua fragilidade militar, adotou a neutralidade.
Em 1801, sob pressão da França, a Espanha atacou Portugal, forçando a assinatura do Tratado de Badajoz, que impôs perdas econômicas e territoriais a Portugal, além da cessação do comércio com o Reino Unido. Embora oficialmente submisso a Napoleão, o príncipe regente D. João confiava na proteção britânica para garantir a integridade de seu reino.
Em 1806, Napoleão estabeleceu o Bloqueio Continental, que proibia os países europeus de manterem relações comerciais com a Inglaterra, com o objetivo de enfraquecer sua economia.

## Composição do 1.º Corpo de Observação da Gironda

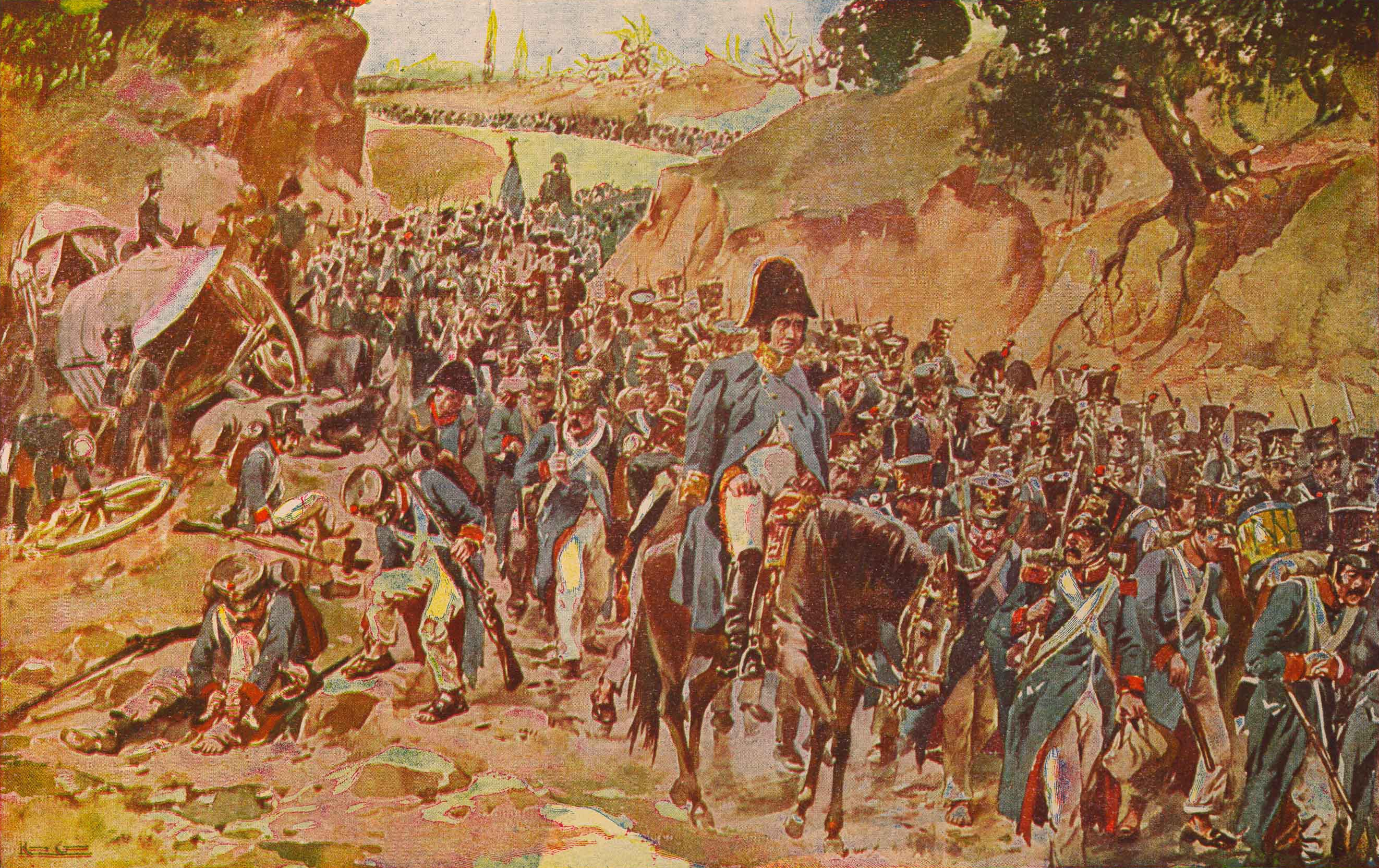
O exército francês em Portugal, aquarela de Roque Gameiro

O 1.º Corpo de Observação da Gironda, liderado por Junot, era composto por cerca de 25.000 soldados que percorreram aproximadamente 500 km desde Bayonne até Lisboa.
Com base no Tratado de Fontainebleau, a Espanha comprometeu-se a apoiar as operações militares francesas. Em Alcântara, 9.500 soldados espanhóis se integraram às tropas francesas, sendo posteriormente reforçados por mais 6.500 homens oriundos de Vigo e 9.500 de Badajoz.

## Cronologia dos acontecimentos
Ano de 1807
- No dia 2 de agosto, Napoleão Bonaparte encarregou o general Jean-Andoche Junot de liderar a invasão a Portugal.
- Em 5 de setembro, o Exército de Observação da Gironda deixou Bayonne, dando início à invasão.
- A 18 de outubro, Junot cruza a fronteira portuguesa, enfrentando obstáculos geográficos e escassez de suprimentos.
- Em 30 de novembro, as tropas francesas entram em Lisboa sem resistência significativa, devido à retirada da corte portuguesa para o Brasil.

Ano de 1808
- Ao longo do primeiro semestre, cresce o descontentamento popular e o surgimento de focos de resistência à ocupação francesa em diversas regiões de Portugal.
- Em junho, ocorre a revolta popular em Évora, sendo violentamente reprimida pelas tropas francesas.
- A 1 de agosto, forças britânicas desembarcam na Baía de Maceira, próximo a Lourinhã, comandadas por Arthur Wellesley, futuro duque de Wellington.
- A 17 de agosto, os franceses são derrotados na Batalha da Roliça.
- Em 21 de agosto, os franceses são novamente derrotados na Batalha do Vimeiro.
- No dia 30 de agosto, é assinado o Tratado ou Convenção de Sintra, que permite a evacuação do exército francês de Portugal com transporte britânico.
- Em 15 de setembro, Junot e o restante das tropas deixam o território português rumo à França, encerrando a primeira invasão francesa.